# Abdullah al-Shehan
Abdullah al-Shehan (arabisch عبد الله الشيحان, DMG ʿAbd Allāh aš-Šīḥān, * 10. August 1976) ist ein ehemaliger saudi-arabischer Fußballspieler.

## Karriere

### Klub
Er begann seine Karriere in der Saison 1997/98 bei al-Shabab, wo er in seiner zweiten Saison den Pokal gewinnen konnte. Zudem gewann er mit seinem Team den Asienpokal der Pokalsieger 2000/01. Nach der Spielzeit 2002/03 wechselte er zu al-Hilal, wo er in der Runde 2004/05 die Meisterschaft als auch den Pokal gewann. Zur nächsten Saison kehrte er zu seinem alten Klub al-Shabab zurück und beendete nach der Saison mit dem Gewinn der Meisterschaft seine Karriere.

### Nationalmannschaft
Seinen ersten bekannten Einsatz für die saudi-arabische Nationalmannschaft hatte er am 31. Oktober 1998 während des Golfpokals 1998 bei einem 2:1-Sieg über Kuwait. Hier wurde er in der 60. Minute für Yousuf al-Thunayan eingewechselt. Nach weiteren Spielen in diesem Turnier folgten Freundschaftsspiele sowie Einsätze in allen Spielen des Konföderationenpokals 1999.
Nach zwei Jahren Pause kam er 2001 in Qualifikationsspielen für die Weltmeisterschaft 2002 zum Einsatz. Seinen letzten Einsatz hatte er am 14. Mai 2002 in einem Freundschaftsspiel gegen den Senegal.